# 保利大厦
39°56′00″N 116°25′46″E / 39.93330°N 116.42954°E
保利大厦，位于中国北京市东城区东四十条桥东北角，与新保利大厦隔路口相对。曾为中国保利集团总部及保利艺术博物馆的所在地，现底部若干层有保利剧院。

## 建设
1985年6月1日开工，1990年12月31日竣工。建设单位为国务院机关事务管理局。设计单位为香港李鸿仁则师楼。保利大厦原名中国国际文化交流中心，是一座集剧场、多功能厅、展览厅、公寓、宾馆、写字楼、中西餐厅及健身娱乐设施于一体的大型综合体。1992年12月28日，保利大厦内酒店开始营业，为四星级中外合资酒店。2003年，进行装修。2006年10月，新保利大厦竣工，保利集团的一些职能部门调至新的写字楼。